# Катастрофа Ан-10 под Харьковом
Катастро́фа Ан-10 под Ха́рьковом — крупная авиационная катастрофа, произошедшая 18 мая 1972 года. Авиалайнер Ан-10А авиакомпании «Аэрофлот» выполнял рейс SU-1491 по маршруту Москва—Харьков, но при заходе на посадку разрушился на части и рухнул на землю близ села Русская Лозовая в Дергачёвском районе Харьковской области неподалёку от областного центра, в 24 километрах от аэропорта Харькова.
Погибли все находившиеся на его борту 122 человека — 115 пассажиров и 7 членов экипажа.
На тот момент это была крупнейшая авиакатастрофа в истории советской авиации, а также последняя катастрофа самолёта Ан-10, эксплуатация которого была вскоре прекращена.

## Самолёт
Ан-10А (регистрационный номер СССР-11215, заводской 0402502, серийный 25-02) был выпущен Воронежским авиазаводом 3 февраля 1961 года. Через 4 дня был передан авиакомпании «Аэрофлот» (Украинское УГА, Харьковский ОАО). Оснащён четырьмя винтовыми двигателями АИ-20 ЗМКБ «Прогресс» им. А. Г. Ивченко. На день катастрофы совершил 11 105 циклов «взлёт-посадка» и налетал 15 483 часа.

## Экипаж и пассажиры
Самолётом управлял опытный экипаж из 87-го лётного отряда (Харьковский объединённый авиаотряд) в составе:
- командир воздушного судна (КВС) — Владимир Афанасьевич Васильцов
- второй пилот — Андрей Ефимович Бурковский
- штурман — Александр Стефанович Гришко
- бортинженер — Владимир Сергеевич Щёкин
- бортрадист — Константин Владимирович Пересечанский
- стюардесса — Лидия Сидоровна Даншина
- стюардесса — Людмила Демьяновна Кулешова

Среди 115 пассажиров на борту самолёта находились:
- Виктор Чистяков, артист эстрады, пародист[1]
- Нина Александрова, журналистка газеты «Известия»[2][3]
- Борис Рышковский, муж актрисы Виктории Лепко[4]
- Владимир Заимов, болгарский математик[5]
- Мокичев Константин Андреевич, юрист, доктор юридических наук, первый заместитель Генерального прокурора СССР (в 1949—1952 гг., ректор Всесоюзного юридического заочного института (ВЮЗИ)
- делегация пионеров ГДР

Также на борту находился сопровождающий МВД Иван Леонтьевич Медведюк.

## Катастрофа
В 10:39 (московское время) рейс 1491 вылетел из аэропорта Внуково. Полёт проходил при благоприятных метеоусловиях (ясная погода). В 11:44 на подлёте к аэропорту Харькова экипаж подтвердил диспетчеру полученное указание на снижение до высоты 1500 метров в район 3-го разворота, посадочный курс 263°, и это был последний сеанс связи с самолётом. В 11:53 метка самолёта исчезла с экрана радара.
Во время снижения с высоты 4500 до 1500 метров на высоте 1700 метров лайнер рассыпался на части и рухнул на землю. Обломки самолёта были обнаружены в 24 километрах от аэропорта Харькова, в лесу в Ольховой балке: один двигатель лежал на тропинке примерно в полутора километрах от ставки № 1, крыло лежало на тропинке около ставки № 2, а фюзеляж лежал в лесу между сёлами Борщевая и Русская Лозовая Дергачёвского района Харьковской области. Все 122 человека (115 пассажиров и 7 членов экипажа) погибли.

СООБЩЕНИЕ ТАСС
18 мая 1972 года в районе г. Харькова потерпел катастрофу пассажирский самолёт АН-10. Пассажиры и экипаж погибли. Для расследования причин катастрофы назначена правительственная комиссия.
Первым к месту крушения добрался лесник, который рассказал, что от людей практически ничего не осталось, тела фрагментированы. Целым было найдено лишь одно тело — младенца.
Для расследования катастрофы была создана Правительственная комиссия, её участник Фридляндер вспоминал, что эксперты увидели на месте аварии:
«…Вот обломки нижней панели крыла, которая в полете растянута и поэтому является наиболее уязвимым местом конструкции. Здесь же находится кусок центроплана, торчат обломки стрингеров, как обломанные ребра скелета какого-нибудь динозавра. Изломы измазаны и почернели…
Ко мне подходит И. П. Жегина, специалист по изломам, показывает куски стрингеров. Насколько могла, она их обчистила, стали видны усталостные трещины… Позднее находим ещё пять стрингеров, и у всех трещины в виде усталостных площадок.»

## Расследование
Во время работы Правительственной комиссии по расследованию причин катастрофы в аэропорту Харькова было установлено, что её причиной стало разрушение в воздухе центроплана крыла из-за разрыва нижней панели центроплана, вызванного усталостными трещинами стрингеров и обшивки.
Согласно заключению Правительственной комиссии, аварийная ситуация на борту возникла за минуту до начала разрушения. Трещина, начавшаяся в усталостной зоне между 6-м и 7-м стрингерами нижней панели центроплана, продвинулась в обе стороны и стала переходить на лонжероны. В этот момент разрушилась нулевая нервюра, которая соединяла приклёпанные к панели стрингеры. В результате консоли крыла самолёта сложились вверх.
Из заключения:
— Первым отделился от левой плоскости двигатель № 1.

Примерно через две секунды отделился от правой плоскости двигатель № 4.

— Примерно через три секунды после отделения двигат. № 1 от фюзеляжа отделилась левая плоскость.

— Правая плоскость отделилась от фюзеляжа последней, примерно через четыре секунды с момента начала видимых разрушений (отделения двигат. № 1).

Общая продолжительность видимых разрушений составила 4 сек. Удаление от начала падения до точки падения — 3400 метр. Самолёт Ан-10А бортовой номер СССР-11215, заводской номер 0402502 выпущен Воронежским авиационным заводом 3 февр. 1961 г. К моменту происшествия налетал 15 435 часов, совершил 11 106 посадок, прошёл три заводских ремонта — последний 2 февр. 1971 г. на заводе № 412 гражданской авиации. После ремонта налетал 2291 час, выполнил 1516 посадок. Самолёт имел общетехнический ресурс 20 000 часов налёта, 12 000 посадок.

## Последствия катастрофы
Авиакатастрофа под Харьковом была не первой катастрофой Ан-10; кроме того, случались и авиапроисшествия из-за недостатков конструкции (причиной катастрофы Ан-10А около Ворошиловграда также было разрушение крыла; в аэропорту Курумоч отломилось крыло у Ан-10 во время буксировки).
После проведённого расследования и установления причин авиакатастрофы под Харьковом было принято решение о приостановке эксплуатации Ан-10 и Ан-10А. Вскоре вышел приказ по «Аэрофлоту» о списании основного парка Ан-10 и Ан-10А, за исключением небольшого количества самолётов самых последних серий с незначительным налётом (они после техосмотров были переданы транспортным подразделениям Министерства авиационной промышленности для перевозки срочных грузов). Один из Ан-10 на полигоне Витшток (16-я воздушная армия Группы советских войск в Германии) использовался в роли цели типа «Самолёт АВАКС» на поле, имитировавшем вражеский аэродром. 11 самолётов типа Ан-10 и Ан-10А были установлены в различных городах СССР в качестве авиапамятников, детских кафе, тиров. До наших дней сохранился лишь один Ан-10 — он находится в музее ВВС в Монино.

## Память
Погибший экипаж самолёта и неопознанные останки погибших в авиакатастрофе захоронены на 5-м городском кладбище Харькова возле Харьковского аэропорта.
На месте падения основной части самолёта Ан-10А был установлен памятник с надписью: «Вы вечно живы в наших сердцах».
В настоящее время он полностью разрушен временем, остался только кусок арматуры, на котором висит железный венок.